# Więckowice (przystanek kolejowy)
Więckowice – nieczynny przystanek osobowy w miejscowości Więckowice (obecnie części Gorzowa Śląskiego), w województwie opolskim, w powiecie oleskim, w gminie Gorzów Śląski, w Polsce.